# Revolta dos Tuchins
Revolta dos Tuchins ou Tuchinat (termo empregado em Occitano) é a denominação dada a uma série de revoltas que ocorreram entre 1363 e 1384, em Auvérnia e em Languedoc, primeiro para se defenderem dos crimes de bandoleiros ingleses, gascões ou franceses e depois contra os impostos e o poder centralizador do Reino da França.
Não foi uma Revolta Camponesa espontânea, mas feita a partir de grupos organizados com um objetivo defensivo em torno de um chefe, o capitão, a quem se fazia um juramento.
Não há consenso sobre a origem do termo "tuchin", alguns sustentam que deriva do termo "tusca", que em latim vulgar significava "homem da floresta", por outro lado, Marcelino Boudet sustentava que seria um sinônimo de "Assassinos".
Os tuchins eram homens do povo, camponeses e artesãos, que, inicialmente, tinham como objetivo: montar grupos de defesa contra ataques de bandoleiros ingleses, gascões ou franceses, que, aos poucos, foram se fortalecendo, de modo que se converteram em braço armado de uma revolta contra um aumento de tributos .
No final de 1382, a nobreza deu inicio a uma campanha militar contra os Tuchins em Languedoc, que foram derrotados em Cornillon. Em fevereiro de 1383, foi assinado em tratado de paz. Parte dos Tuchins se retirou para Auvérnia, entre 1384 e 1389  .
Durante o inverno entre 1383 e 1384, Pierre de Brugère foi eleito como chefe dos tuchins em Basse-Auvergne. Esse chefe liderou um grupo de tuchins para roubar o Bispo de Albi durante uma emboscada, depois atacou o comboio pessoal de João de Berry, sendo que, nesse ataque, roubou parte dos bens transportados e massacrou parte da escolta.
João de Berry reuniu tropas para destruir os tuchins. Nesse contexto, Pierre de Brugère e muitos tuchins fugiram para o norte de Languedoc antes de retornar à Auvérnia, onde foi capturado e executado  .
Depois, os tuchins remanescentes foram definitivamente derrotados na Batalha de Mentières, perto de Saint-Flour.